# Walt Disney Records
Walt Disney Records est une société filiale de la Walt Disney Company, rattachée au Disney Music Group qui distribue les productions musicales de Disney. Elle est connue pour éditer de très nombreuses compilations de ses films d'animation (Cf. Walt Disney Pictures). Le marché américain est beaucoup plus saturé que l'européen car en plus des films d'animation Disney édite les productions télévisées et des artistes populaires depuis les années 1950 avec le Mickey Mouse Club. Des artistes comme Annette Funicello, Ricky Martin et Christina Aguilera sont issus des productions Disney.
Le label a d'abord été lancé sous le nom de Disneyland Records en 1956 et a pris son nom actuel en 1989 en fusionnant avec Buena Vista Records. Mais Walt Disney avait déjà lancé trois autres labels entre 1949 et 1956.
Depuis plusieurs années Radio Disney aux États-Unis et Capital Disney au Royaume-Uni diffusent les titres du catalogue Walt Disney Records.
La société est répartie comme suit :
- Disney Music Group (ex-Buena Vista Music Group) comprend
  - Walt Disney Records anciennement nommé Disneyland Records et Buena Vista Records avec comme filiale
    - la Wonderland Music Company
    - la Walt Disney Music Company

## Historique
La musique est depuis le court métrage d'animation de Mickey Mouse Steamboat Willie (1928) un élément important des productions Disney en s'intégrant aux films. Que ce soit dans les Silly Symphonies basées sur la musique ou dans Blanche-Neige et les Sept Nains (1937) la musique est omniprésente.
La première production Disney à avoir été commercialisée, sous la forme de partition musicale est le thème Minnie's Yoo Hoo en 1930.

### 1934-1948: Les années RCA
Les premiers enregistrements des chansons de Disney sont édités en 1934 par RCA Victor. Ce sont des enregistrements de Frank Luther et son orchestre réalisés en novembre 1933 sur les thèmes musicaux des premiers Mickey Mouse et Silly Symphonies, dont Qui a peur du grand méchant loup ? issu des Trois Petits Cochons (1933).
En 1935 et 1936, c'est en Angleterre que les musiques de Disney sont produites principalement par Decca Records et Gramophone qui éditent les extraits des courts métrages.
En 1937, RCA signe un contrat pour distribuer aux États-Unis les éditions de Gramophone. Des versions espagnoles pour le marché mexicain sont même réalisées sous le label RCA Bluebird. La même année la sortie du film Blanche-Neige et les Sept Nains est accompagnée de trois disques de RCA avec une mention "avec les personnages et effets sonores du film". Ce premier long métrage animé est aussi le premier long métrage animé à avoir un disque de bande originale.
En 1940, RCA édite la bande originale du film Pinocchio et c'est le premier disque avec la mention "original soundtrack" (bande originale).

### 1949-1955: Les labels d'édition musicale
En 1949, Walt Disney crée Buena Vista Records avec comme filiale la Walt Disney Music Company (créée le 1er octobre 1949) affiliée à l'American Society of Composers, Authors and Publishers (ASCAP) pour publier des productions musicales, similaire à Buena Vista Distribution filiale cinématographique créée en 1953. Son premier directeur est Fred Raphael mais en raison du manque de succès de 20 titres successifs, Roy décide de nommer Jimmy Johnson à sa place dès 1950. James Alexander Johnson Jr, surnommé Jimmy, a été embauché en septembre 1938 comme assistant pour la publicité auprès de Roy. Il est nommé directeur de Walt Disney Publications, société récemment créée par Roy pour départager les productions non cinématographiques du merchandising (géré par Walt Disney Entreprises). La société chapeaute ainsi Buena Vista Records et donc de la Walt Disney Music Company. Johnson restera le directeur direct ou indirect des Disney Records pendant 20 ans.
En 1951, Walt Disney crée une autre filiale de Buena Vista Records, la Wonderland Music Company affiliée elle à la Broadcast Music Incorporated (BMI) concurrente de l'ASCAP. La société phonographique Decca Records contacte Disney pour éditer la musique du film en 78 tours et 45 tours avec des chansons interprétées par Ginger Rogers mais en raison du mauvais résultat du film l'album n'a jamais été produit. En 1952, Lucien Adès obtient une licence pour publier des disques racontant les histoires de Disney en France. Jimmy Johnson précise que ce type d'offre n'a été proposé aux États-Unis que plusieurs années plus tard et fut un succès phénoménal.
Entre 1952 et 1955, Walt Disney décide que la section Main Street, USA du parc Disneyland alors en construction devait contenir une vieille boutique de disques et il demande à Jimmy Johnson de développer le projet. La Wonderland Music Store a ouvert avec le parc le 17 juillet 1955 sur la droite de Town Square et présentait un orgue Wurlitzer dans une vitrine.

### 1956-1988: Disneyland Records, production interne

Logo de Disneyland Records.

Au printemps 1955, Robert O'Brian, président d'ABC-Paramount rencontre Roy Oliver Disney pour évoquer les relations entre ABC et Walt Disney Productions dont le succès de la série Davy Crockett (1954). O'Brian évoque la création prochaine d'un label ABC et demande à Disney le nom d'une personne capable de gérer cette filiale. Roy Disney convoque Jimmy Johnson, responsable de Walt Disney Publications chargé de l'édition musicale qui conseille Sam Clark, plus tard embauché pour le poste. Un contrat est par la suite signé entre Disney, Golden Records et ABC pour les musiques issues de l'émission The Mickey Mouse Club, le premier fournissant les chanteurs, le second les masters et ABC assurant la distribution via son nouveau label. Mais Golden s'est rapidement retiré et au bout d'un an, le studio Disney a assuré lui-même la production des masters puis la distribution au travers d'un label interne Disneyland Records.
En 1956, Walt Disney crée le label Disneyland Records encouragé par le succès de la musique de Davy Crockett afin d'éditer des disques. Ce label permet au studio de produire lui-même l'album d’Alice au pays des merveilles annulé par Decca en 1951. Mais ce support est mal adapté pour les musiques du films nombreuses parfois courtes, sans début ou fin précis donnant un aspect fragmentaire à l'album. La solution pour résoudre ce problème a été l'enregistrement d'une nouvelle piste sonore, technique  banalisée pour les musiques issues du monde télévisuel ou cinématographique sous le terme « d'enregistrement studio » ou « seconde troupe. » Dans cet album c'est l'actrice et mouseketeer Darlene Gillespie qui chante les trois solos d'Alice. Tim Hollis et Greg Ehrbar indiquent que normalement ce type d'albums sont vendus moins cher dans le commerce mais pour Alice cela ne fut pas le cas. La ressortie du film Mélodie du Sud en 1956 offre l'occasion au label Disneyland Records nouvellement créé d'éditer un disque des musiques du film, qui n'existait pas hormis un disque pour enfant avec narration publié par Capitol Records. Cette adaptation-sélection musicale est la première réalisée par Tutti Camarata, engagé comme producteur et directeur artistique du label. La même année, la ressortie du film Pinocchio a été l'occasion d'éditer des disques racontant l'histoire du film, rapidement suivi par ceux d'autres productions,. Le premier film Disney à avoir sa bande originale publiée par Disneyland Records est Sur la piste de l'Orégon, les précédents disques étant des ressorties ou des productions télévisuelles. Dès 1956, soutenu par le représentant local et éditeur de comics Walter Arthur Granger, EMI Australia et HMV New Zealand deviennent les premières licences internationales de Disney Records.
Toutefois dès l'automne 1957, la société est en difficulté financière. Les mauvais résultats provoquèrent en décembre 1957 le départ d'Al Latuaska ancien directeur de Capitol Records engagé pour lancer le label Disneyland Records. Durant les six premiers mois de l'année 1958, Jimmy Johnson assure lui-même le démarchage des distributeurs indépendants au travers des États-Unis et découvre une situation désastreuse avec près de 250 000 USD de disques invendus. De 1957 à 1959 le label perd de l'argent et un conflit émerge entre Walt Disney qui préférerait dépenser l'argent dans les productions cinématographiques et Roy Disney qui voit dans le label une bonne diversification. De son côté, sur les conseils de Walt Disney qui avait refusé la proposition de fonder son propre studio d'enregistrement, Toots Camarata achète un ancien magasin de pièces de réparation pour voitures sur Sunset Boulevard à Hollywood et le transforme en studio nommé Sunset Sound Recorders.
La conséquence de ces mauvais résultats est une réorganisation des productions phonographiques avec la suppression des albums destinés aux adultes vendus à 4,98 USD, l'augmentation des disques pour enfants vendus eux à 1,98 USD et le lancement de nouveaux produits destinés à un public plus jeune avec des pochettes identifiables pour la jeunesse. En 1959, la série Storyteller Series est lancée proposant des livres d'histoires avec une bande sonore. Cette série comprend alors le disque et un livre de 12 pages en couleur avec des illustrations issues du film au prix de 3,98 USD. Un élément inoubliable de la série est la voix de la Fée Clochette au début de chaque histoire.
Une conséquence de la réorganisation est que le label Disneyland Records devient uniquement orienté pour les enfants, il est donc nécessaire de créer un autre label, Buena Vista Records pour les autres productions dont les chansons d'Annette Funicello,. Le label Disney produit en 1959 son premier disque qui s'éloigne un peu du répertoire des films Disney ou du parc Disneyland, Ukulele Ike Sings Again interprété par Cliff Edwards mais Edwards reste la voix de Jiminy Cricket dans Pinocchio (1940). Ces répertoires cinématographiques et télévisuels ne permettent pas d'approvisionner un label à plein temps et rapidement la décision est prise d'ajouter des artistes. Parmi les disques sorties dans les premières années, Jimmy Johnson cite deux albums de musique western de Stan Jones, un album pop de Mary Martin et un album de Jan Clayton.
En 1961, l'album Dance Annette marque la première utilisation par le studio-label Disney des vidéocassettes pour la promotion télévisuelle. Six des clips vidéos ont été tournés la même matinée au Samuel Goldwyn Studio.
Une autre conséquence est l'utilisation de la vente par correspondance par publipostage à l'instar des livres et produits dérivés à partir de 1963. La première année les courriers sont peu nombreux mais dès la seconde, le bureau de New York envoie des millions de lettres en proposant des achats groupés du type 12 disques pour le prix de 10 tout en évitant de devenir une version musicale des clubs de livres. Ce n'est que 18 mois plus tard que Western Publishing a demandé l'autorisation de proposer un publipostage pour distribuer un coffret de quatre livres intitulé The Wonderful World Of Walt Disney.
Selon Jimmy Johnson, le marché du disque pour enfants dans les années 1950 et 1960 n'était pas encore organisé comme ceux du livre ou des jouets pour enfants et utilisait les techniques du marché du disque populaire, sans succès. Il a fallu quelques années pour sentier un effet positif sur les résultats financiers du label Disney et ce n'est que vers 1964 que Disneyland Records a vu son chiffre d'affaires décoller. Pour l'édition des bandes originales du film Mary Poppins, Walt Disney fut approché par RCA Records et Columbia Records mais Roy Disney déclina les offres au profit pour leur propre label qui du coup explosa. En 1965, la bande du film Mary Poppins est vendue à plus de 2 millions d'exemplaires, celui de second distribution à 1 million et la version en histoire racontée à un demi-million. Duke Ellington enregistre un album de reprise des chansons du film intitulé Duke Ellington Plays Mary Poppins les 6, 8 et 9 septembre 1964 à Chicago. Aussi en 1965, Disney lance sa plus longue série Disney Read-Along, des livres accompagnés d'enregistrements audio, tout d'abord des lectures par des acteurs connues comme Robie Lester.
Avec le succès du film Le Livre de la jungle (1967), Louis Armstrong a enregistré le 27 février 1968 une reprise de The Bare Necessities. Il a poursuivi ce travail de reprise enregistrant plusieurs titres (voir-ci-dessous).
En 1973, le label parvient à faire de substantiels bénéfices uniquement en rééditant son catalogue et alors qu'il ne produit aucun disque à succès. En 1974, la société atteint les 15 millions d'USD de chiffre d'affaires, soit plus du double de 1970 avec près de 7 millions d'USD. En 1975, Jimmy Johnson quitte son poste de président du label et est remplacé par Merrill Dean.
Durant les années 1970, Disney Records produit des œuvres aux États-Unis et au Canada en suivant les modes du moment. Ainsi un disque intitulé Mickey Mouse Disco sorti en 1979 fut un succès.
Au tournant des années 1980, le label profite d'une brève résurgence du phénomène pour éditer des versions Picture-disc des bandes originales, avec une illustration décorative sur la face du vinyle, comme celles de Blanche-Neige, Mary Poppins ou même Rox et Rouky.
En novembre 1988, le disque de la bande originale du film Oliver et Compagnie est la première bande originale publiée par Walt Disney Records. C'est aussi le dernier sur support vinyle, le CD est né et révolutionne déjà le monde de la musique...

### Depuis 1989: Walt Disney Records, une nouvelle ère musicale
En 1989, Disneyland/Buena Vista Records est renommée Walt Disney Records. De plus un nouvel âge d'or commence pour les films Disney avec La Petite Sirène. La bande originale du film fut composée par Alan Menken et Howard Ashman, et fut vendue à plus de 2 millions d'exemplaires. Elle reçut même 2 Grammy Awards.
En 1990, avec la création d'Hollywood Records, Disney étend son catalogue avec les productions non labellisés Disney.
En 1991, le duo de compositeurs Alan Menken et Howard Ashman récidive avec La Belle et la Bête.
En 1992, Alan Menken et Howard Ashman font de même avec le film Aladdin, vendu à 3 millions d'exemplaires et qui obtient 2 Oscars pour la musique.
En 1994, Walt Disney Records se lance dans les comédies musicales en éditant la bande originale du spectacle La Belle et la Bête: A New Musical, produit par le Buena Vista Theatrical Group. La même année Disney établit une filiale en Amérique latine qui éditera ou rééditera presque tous les albums en version espagnole. Aussi en 1994, Le Roi lion est le plus grand succès de Disney pour le film mais aussi pour la musique, vendue à 26 millions d'exemplaires et en partie composée par Elton John. En août 1994, la société britannique Hollywood Recording Ltd dont l'activité avait cessé depuis octobre 1993 est mise en liquidation.
En 1995 la musique de Pocahontas, composée par Alan Menken et le lyriste Stephen Schwartz obtient elle aussi 2 Oscars pour la musique. De plus Disney Records décide de ressortir les classiques de Disney mais réenregistrés par des grands noms avec un thème plus moderne. Ainsi Cendrillon ressort sous le nom de The Music of Disney's Cinderella avec Linda Ronstadt, Bobby McFerrin, James Ingram, Take 6, David Sanborn et David Benoit.
En 1996, les deux compositeurs Menken et Schwartz joignent à nouveau leur talent pour Le Bossu de Notre-Dame.
En 1997, Hercule (Hercules) et surtout les compilations des derniers films assurent le succès de la société qui édite aussi la bande origine de la comédie musicale, Le Roi lion de Broadway.
En 1998, Walt Disney Records est intégré au Buena Vista Music Group sous la direction du vétéran Bob Cavallo.
En 1999, Phil Collins participe à la bande originale de Tarzan
En 2000 Walt Disney Records produit son premier jeune artiste : MYRA et devient un groupe un peu moins exclusivement orienté sur les productions Disney. Une compilation sur Qui veut gagner des millions sort aussi pour profiter de cette réussite d'ABC.
Le 6 août 2002, Walt Disney Records lance les premiers DVDs dans la série Disney Read-Along, poursuivant sa tradition de suivre l'évolution des supports audio.
En 2006, Walt Disney Records commercialise la première bande originale de la série Hannah Montana, dont la plupart des titres sont chantés par l'actrice Miley Cyrus.
En 2007, le Buena Vista Music Group est renommé Disney Music Group. Le 8 mai 2007, Walt Disney Records, Disney Electronics et le Walt Disney Internet Group s'associent pour offrir au téléchargement sur le site Disneymixcentral.com le catalogue du premier pour les baladeur MP3 du second.
Le 12 février 2013, Walt Disney Records et Club Penguin éditent la première compilation musicale issue d'un univers virtuel. Le 22 juillet 2013, Walt Disney Records signe un contrat avec Amazon pour vendre des disques indisponibles au travers de son service d'impression à la demande. Le 24 octobre 2013, Walt Disney Records annonce un coffret d'anthologie de 94 titres du catalogue Disney-Pixar disponible à partir du 12 novembre en version numérique et cd.
Le 6 mai 2014, Walt Disney Records lance The Legacy Collection pour 2015, année de 12 anniversaires pour des films Disney. Le 29 mai 2014, Disney Publishing Worldwide et Walt Disney Records lancent une application karaoké La Reine des neiges.
Le 24 août 2015, Walt Disney Records annonce quatre bandes originales supplémentaires à sa collection Legacy lancée en juin 2014
Le 29 octobre 2018, Google Home s'associe à Disney pour ajouter des musiques d'ambiance ou des sons lors que l'utilisateur lit une histoire de la série Disney Read-Along,,.

## Reprises de chansons parLouis Armstrong
D'après The Louis Armstrong Discography
- 27 février 1968
  - Bout Time tiré du film The One and Only, Genuine, Original Family Band (1968)
  - The Bare Necessities (Il en faut peu pour être heureux) tiré du film Le Livre de la jungle (1967)
  - Ten Feet Off The Ground tiré du film The One and Only, Genuine, Original Family Band (1968)
- 16 mai 1968
  - The Ballad Of Davy Crockett (La Ballade de Davy Crockett) tiré de la série télévisée Davy Crockett (1954)
  - When You Wish Upon A Star (Quand on prie la bonne étoile) tiré du film Pinocchio (1940)
  - Bibbidi-Bobbidi-Boo tiré du film Cendrillon (1950)
  - Zip-a-dee-doo-dah tiré du film Mélodie du Sud (1946)
- 17 mai 1968
  - Chim Chim Cher-ee tiré du film Mary Poppins (1964)
  - Heigh-ho (la marche de nains) tiré du film Blanche-Neige et les Sept Nains (1937)
  - Whistle While You Work (Sifflez en travaillant) tiré elle aussi du film Blanche-Neige et les Sept Nains (1937)

## Sources
- (en) L'histoire de Walt Disney Records